# Sumiyoshi-zukuri

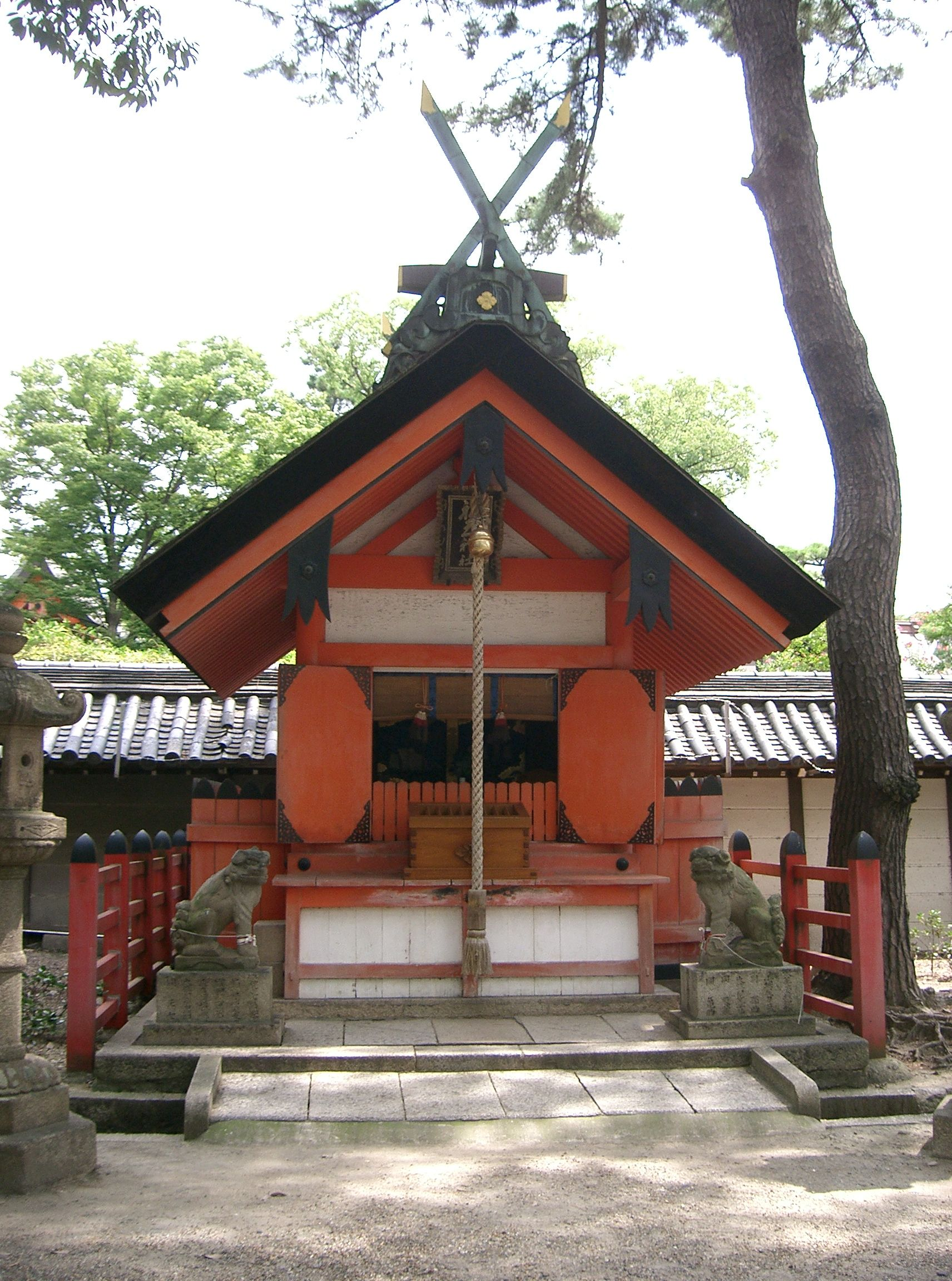
Funatama-jinja de Sumiyoshi-taisha.

Sumiyoshi-zukuri (住吉造) est un ancien style architectural de sanctuaire shinto qui tient son nom du honden de Sumiyoshi-taisha à Ōsaka. Comme c'est le cas avec les styles taisha-zukuri et shinmei-zukuri, il est antérieur à l'arrivée du bouddhisme au Japon.

## Histoire
Les anciens sanctuaires sont construits selon le style de logement (Izumo Taisha),, ou d'entrepôts (Ise-jingū),. Les bâtiments possèdent des pignons, des planchers surélevés, des murs de planches et sont couverts de chaume de roseaux ou d'écorce de cyprès du Japon. Ces premiers sanctuaires ne comportent pas d'espace pour le culte.
Il existe trois importants styles architecturaux pour les anciens sanctuaires : le taisha-zukuri, le shinmei-zukuri et le sumiyoshi-zukuri. Ces trois styles sont respectivement représentés par Izumo Taisha, Nishina Shinmei-gū et Sumiyoshi-taisha et datent d'avant 552. En accord avec la tradition shikinen sengū-sai (式年遷宮祭), les bâtiments ou les sanctuaires ont été fidèlement reconstruits à intervalles réguliers en restant fidèles à la conception originale. Ainsi les styles anciens ont-ils été reproduits à travers les siècles jusqu'à nos jours.

## Structure
Le honden sur le site du Sumiyoshi-taisha est classé trésor national japonais car c'est le plus ancien exemple de ce style d'architecture.
Les quatre édifices identiques qui le composent font 4 ken de large sur 2 ken de profondeur et disposent d'une entrée sous l'un des pignons, (caractéristique appelée tsumairi-zukuri (妻入造). Le toit est simple, ne se recourbe pas vers le haut au niveau de l'avant-toit et est décoré de poteaux purement ornementaux appelés chigi (vertical) et katsuogi (horizontal). Le bâtiment est entouré par une clôture appelée mizugaki (瑞垣), qui elle-même est entourée d'une autre appelée tamagaki (玉垣) (voir image dans la galerie). Il n'y a pas de véranda, et un petit escalier mène à la porte.
L'intérieur est divisé en deux parties, l'une à l'avant (gejin (外陣)), l'autre à l'arrière (naijin (内陣)) avec une entrée unique sur la façade (voir plan au sol dans la galerie). La structure est simple mais de couleurs vives : les piliers de soutien sont peints en vermillon et les murs en blanc.
Ce style trouverait son origine dans l'architecture des anciens palais. Un autre exemple de ce style se trouve au Sumiyoshi-jinja, où sont vénérés les trois Sumiyoshi sanjin (de) dans la préfecture de Fukuoka.

## Galerie d'images

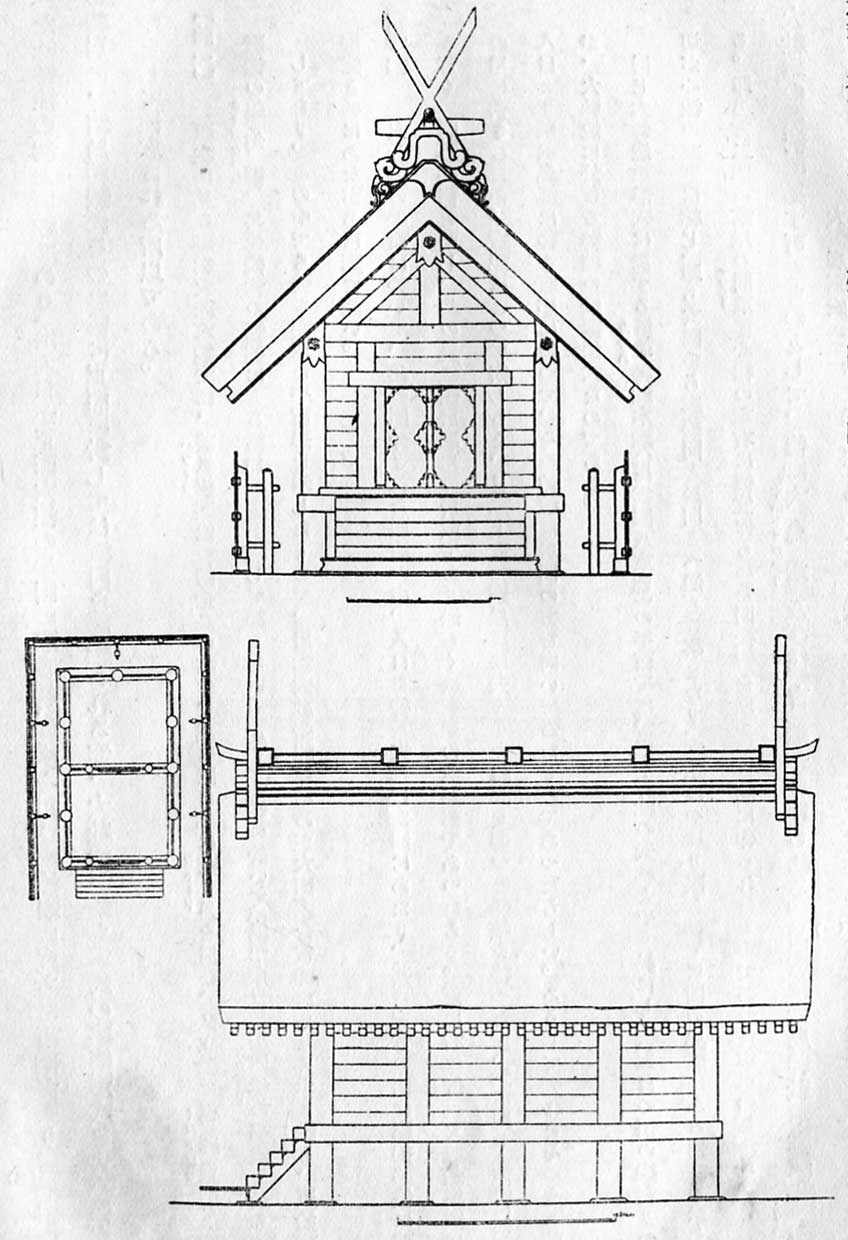
Le honden.
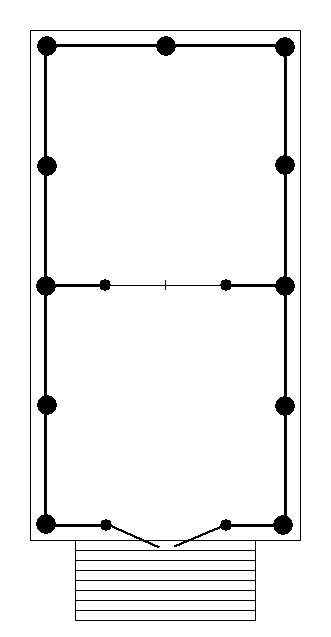
Plan de surface du honden.